# Andrés Townsend
Andrés Townsend Ezcurra (Chiclayo, 23 de marzo de 1915 - Lima, 31 de julio de 1994) fue un abogado, periodista, novelista y político peruano. Fue miembro y dirigente del Partido Aprista Peruano desde 1931 hasta 1981, año en el que fue expulsado por discrepancias en la conducción del aprismo y por denunciar indicios de corrupción dentro del PAP. Posteriormente fundó y lideró el Movimiento de Bases Hayistas. Como político, ejerció los cargos de senador de 1985 a 1990, diputado por Lambayeque en 2 ocasiones, miembro de la Asamblea Constituyente de 1978 y presidente de la Cámara de Diputados en 1968.

## Biografía
Andrés Townsend nació en la ciudad de Chiclayo, ubicado en el departamento de Lambayeque, el 23 de marzo de 1915. Fue hijo de Augusto Townsend Torres y de Andrea Ezcurra Unzurrunzaga.
Estudió en el Colegio Nacional San José de Chiclayo y luego se trasladó a la ciudad de Lima, donde siguió sus estudios en el Colegio Nuestra Señora de Guadalupe. Luego en el año 1932, Andrés Townsend ingresó Universidad Nacional Mayor de San Marcos en la Facultad de Letras y luego se trasladó a la Pontificia Universidad Católica del Perú. En febrero de 1935, siendo integrante del Buró de Conjunciones, fue detenido y deportado a Chile. Posteriormente se traslada a Argentina y siguió sus estudios de Derecho en la Universidad de La Plata, obteniendo el doctorado en el año 1942.
Durante su estadía en Argentina, ejerció el periodismo en las revistas Claridad y Crítica y en el diario La Vanguardia. Desde Buenos Aires, durante la Segunda Guerra Mundial, Townsend fue redactor y traductor del Servicio de informaciones de las fuerzas aliadas.
En 1945 regresó al Perú y fue editorialista y director del diario aprista La Tribuna hasta 1948. Se incorporó a la Universidad Mayor de San Marcos en 1946 como catedrático de Historia de América en la Facultad de Letras. En diciembre de 1948 parte exiliado a Panamá donde fue profesor en la Universidad Nacional y en la Escuela Normal de Veraguas.
En agosto de 1949 fue invitado a residir en Guatemala por el presidente Juan José Arévalo, ejerciendo la cátedra de Historia Moderna y Contemporánea en la Universidad de San Carlos. En el año 1952 fue investigador del Instituto de Antropología e Historia de Guatemala. Fue también redactor y traductor en la sede de las Naciones Unidas en el año 1953 y nombrado en septiembre de 1956 con rango de embajador a la delegación peruana ante las Naciones Unidas. Participó en la redacción de importantes documentos como el Pacto de Derechos Económicos, Sociales y Culturales, que incorpora el derecho de huelga por iniciativa suya.
En el año 1960, retornó su cátedra en la Universidad Mayor de San Marcos y obtiene el Premio Nacional de Periodismo por su columna “Rostro del Día” en La Tribuna.
En abril de 1960, Andrés Townsend contrajo matrimonio con Ana Elena Diez-Canseco Távara con quien tuvo 4 hijas: Elena Townsend, Andrea Townsend, Josefina Townsend y Ana Elena Townsend Diez-Canseco.

## Trayectoria política
En el ámbito político, Andrés Townsend se inicia como militante del Partido Aprista Peruano liderado por Víctor Raúl Haya de la Torre en abril del año 1931, siendo estudiante del último año de secundaria. Como aprista, Townsend fue amigo íntimo de Haya de la Torre y fiel seguidor de sus pensamientos ideológicos. Fue también su colaborador personal en la Secretaría General Colegiada del APRA.

### Diputado por Lambayeque
En las elecciones generales del año 1963, Andrés Townsend inicia su primea participación en la política como candidato del aprismo a la Cámara de Diputados del Congreso de la República en representación de su natal Lambayeque. Townsend logró ser electo diputado y fue juramentado para el periodo 1963-1968.
El 7 de diciembre de 1964, Andrés Townsend fue organizador y fundador del Parlamento Latinoamericano, constituido en Lima y siendo elegido por unanimidad el primer secretario general. 

### Presidente de la Cámara de Diputados
El 28 de julio de 1968, Andrés Townsend fue elegido como presidente de la Cámara de Diputados para el periodo legislativo 1968-1969. Sin embargo, su cargo luego sería interrumpido ante golpe de Estado militar de Juan Velasco Alvarado.
A raíz del golpe de Estado, Andrés Townsend asistió a la IV Asamblea Plenaria del Parlamento Latinoamericano, para entregar su cargo en tanto no era ya parlamentario. Sin embargo la Asamblea, por unanimidad, modificó los estatutos para permitir su reelección y desde su cargo fue partícipe de importantes iniciativas integracionistas, como su institucionalización en 18 países del continente mediante un tratado suscrito el 16 de noviembre del año 1987. Townsend luego decidió retirarse de la secretaría general del Parlamento Latinoamericano y desde 1991 presidió el Consejo Consultivo de dicha entidad, que tuvo a su cargo el proyecto de las bases políticas de la Comunidad Latinoamericana de Naciones.

### Regreso a la política
Tras la caída del gobierno de Velasco y el ascenso del general Francisco Morales Bermúdez, Andrés Townsend volvió al ámbito político y participó en las elecciones constituyentes convocada por Morales en el año 1978, junto con Víctor Raúl Haya de la Torre, y fue electo con 7,789 votos de preferencia.
Durante su labor en la Asamblea Constituyente, le correspondió la redacción de la mayor parte del preámbulo de la Constitución Política de 1979 y de muchos artículos importantes.
A raíz del fallecimiento de Víctor Raúl Haya de la Torre, se discutía el liderazgo del aprismo para las próximas elecciones generales del año 1980. Durante un evento partidario, se debatía las candidaturas presidenciales de Townsend y de Armando Villanueva del Campo, quien este último logró salir electo como candidato presidencial del Partido Aprista Peruano y se decidió que Andrés Townsend participara como candidato a la primera vicepresidencia en la plancha presidencial de Villanueva. Finalmente, la candidatura aprista quedó en el segundo lugar de las elecciones tras el segundo triunfo de Fernando Belaúnde Terry como presidente de la república.
En esas misma elecciones, Townsend postuló nuevamente como diputado por Lambayeque y logró ser elegido para el periodo parlamentario 1985-1990.

### Expulsión del APRA y fundación del MBH
Tras la derrota electoral del Partido Aprista Peruano en las elecciones de 1980, se acentuó la pugna por la conducción del partido. Andrés Townsend denunció la supuesta desviación ideológica del aprismo y la existencia de indicios de corrupción partidaria. Con esta acusación, se produjeron enfrentamiento dentro de la cúpula aprista y concluyeron con el alejamiento de Townsend del APRA, conjuntamente con Ramiro Prialé, Luis Alberto Sánchez y centenares de militantes apristas, sin embargo, todos estos últimos decidieron seguir dentro del partido. Tras esto, Townsend no volvió al partido y se consideró a sí mismo: "aprista convicto, hayista militante, en la fe pero no en la iglesia".
Luego de ser expulsado en 1981, fundó junto con exmilitantes apristas el Movimiento de Bases Hayistas (MBH), partido político cuyos principios ideológicos se basaban en los de Víctor Raúl Haya de la Torre.

### Senador de la República
Para las elecciones generales del año 1985, Townsend y el Movimiento de Bases Hayistas decidieron formar alianza con el Partido Popular Cristiano de Luis Bedoya Reyes, cuyo nombre se denominó Convergencia Democrática. Bedoya postuló a la presidencia y Townsend lo acompañó como candidato a vicepresidente y a la Cámara de Senadores. Finalizando las elecciones, la candidatura de Bedoya quedó en el tercer lugar ante el triunfo de Alan García y Townsend logró salir elegido como senador, con 106,468 votos, para el periodo 1985-1990.
Como senador, fue opositor al primer gobierno aprista por la estatización de la banca y las medidas populistas del gobierno.
Tras culminar su gestión como senador, Andrés Townsend se distanció de Convergencia Democrática y postuló a la reelección como líder de la lista del Movimiento de Bases Hayistas, sin embargo, su candidatura no tuvo éxito y se alejó del ámbito político. Townsend fue también opositor al gobierno de Alberto Fujimori tras el autogolpe de estado del 5 de abril de 1992.

## Fallecimiento
El 31 de julio de 1994, Andrés Townsend falleció a los 79 años de edad. Luego al día siguiente, sus restos fueron homenajeados en el Congreso Constituyente Democrático presidido por Jaime Yoshiyama.
El 7 de diciembre de ese mismo año, cumpliéndose el 30.º aniversario del Parlamento Latinoamericano, recibió un solemne homenaje que incluyó la develación de un busto de bronce en la sede del Parlamento Nacional del Perú, con presencia de representantes parlamentarios de toda América Latina y en mayo de 1995, recibió otro homenaje similar en la sede permanente del Parlamento Latinoamericano, develándose ahí también un busto de bronce con su imagen.

## Libros
Escribió, entre otros libros, Bolívar, alfarero de Repúblicas, premiado por la OEA en 1973; Las ideas de Bolívar en la integración de los pueblos latinoamericanos, obra ganadora del concurso convocado por la Comisión Nacional del Sesquicentenario de la Independencia del Perú en 1975. También publicó Patria Grande: Pueblo, Parlamento e Integración (1991), con auspicio del Parlamento Latinoamericano.
En 1989 publicó 50 años de aprismo. El decaímiento de su salud en 1994 no interrumpió su dedicación al Parlamento Latinoamericano.

## Obras
- Las provincias unidas de centroamérica: fundación de la República, San José, Costa Rica (1973).
- 50 años de Aprismo (1989)
- La Santa Tierra
- Patria Grande: Pueblo, Parlamento e Integración (1991)
- Bolívar, Alfarero de Repúblicas